# Język afade
Język afade (mandague) – zagrożony wymarciem język afroazjatycki z grupy czadyjskiej, używany przez ok. 5 tys. osób w Regionie Dalekiej Północy w Kamerunie. Jego użytkownicy komunikują się również w arabskim czadyjskim.